# Батуринська археологічна експедиція
Батуринська археологічна експедиція — археологічна експедиція Національного університету «Чернігівський колегіум» імені Т. Г. Шевченка, яка здійснює дослідження пам'яток археології Батурина на Чернігівщині. Організована у 1995 році і проводить розкопки з невеликою перервою (у 1998-1999 роках) до сьогодні.

## Перші роки досліджень
14 червня 1993 р. було створено  заповідник «Гетьманська столиця». Одне з головних питань, яке  мало бути вирішено - це встановлення та затвердження його охоронних зон. У серпні 1995 р. в Батурині розпочала свою роботу археологічна експедиція Інституту археології НАН України й Чернігівського державного педагогічного університету ім. Т.Г. Шевченка, яку очолив Володимир Коваленко (1954-2016 рр.).
У перший рік розкопок в експедиції взяло участь 30 дослідників, а у пікові роки (2007-2009 рр.) їх число коливалося від 120 до 200 осіб.
В перші роки досліджень основні сили були зосереджені на території Цитаделі Батуринської фортеці. 
Роботи на Цитаделі викликали значний резонанс і незаперечним підтвердженням злочину московського війська  1708 р. - останки жертв із слідами насильницької смерті, потужний шар попелу від знищеної вогнем забудови столиці засвідчили масштаби трагедії, уособленням якої стала обпалена «Батуринська Богоматір», ікона на металі кінця XVII ст., віднайдена археологами на Цитаделі в 1995 р. на кістяку вбитої жінки.
Головним результатом першого року досліджень став план охоронних зон заповідника, затверджений розпорядженням Чернігівської обласної держадміністрації № 161 від 6 березня 1996 р.

## Роль української діаспори
Від 2001 р., коли до дослідження Батурина долучилися канадські спеціалісти з археології, історії і архітектури середньовічної та модерної України на чолі з Зеноном  Когутом та Володимиром Мезенцевим – експедиція стала міжнародною.  
Два десятиліття дослідження в Батурині фінансують: Канадський Інститут Українських Студій (КІУС) Альбертського університету в м. Едмонтоні, Понтифікальний Інститут Середньовічних Студій Торонтського університету та Дослідний Інститут «Україніка» у м. Торонто.
У 2018 р. КІУС надав ґрант на історико-археологічні дослідження Батурина XVII-XVIII ст. з Вічного Фонду ім. Анни та Нікандера Буковських. Колишній директор КІУС, провідний історик Гетьманщини проф. Зенон Когут є засновником і академічним дорадником проекту.
Найщедрішими благодійниками вивчення батуринської старовини є поетеса Володимира Василишин (літературні псевдоніми Міра Гармаш та Ї. Жак) і її чоловік, мистець Роман Василишин з Філадельфії, США. Володимира Василишин до кінця свого життя залишалася меценатом цього проекту. Р. Василишин продовжує добродійну справу своєї родини.
Вагомим є внесок в роботу експедиції Володимира Мезенцева – кандидата історичних наук, професора. З 2001 р. В. Мезенцев є учасником Батуринської археологічної експедиції. У 2002 р. він призначений відповідальним від імені Канадського Інституту Українських Студій Альбертського університету в м. Едмонтоні за археологічні дослідження у Батурині та публікацію їх здобутків. Також є продюсером і співавтором сценаріїв трьох документальних фільмів про старожитності Батурина та його археологічні дослідження.
Проживаючи в Канаді (Торонто), В. Мезенцев займається популяризацією української історії серед української діаспори в Канаді та США. Кожного року видає буклети про результати археологічних досліджень в Батурині. За роки наукової діяльності опублікував понад 270 публікацій з історії, археології та козацько-гетьманської держави українською та англійською мовами.
За вагомий внесок Володимира Мезенцева у вивченні історичної спадщини Батурина, Президент України Віктор Ющенко відзначив його у 2009 р. державною нагородою - орденом «За заслуги» ІІІ ступеня.

## Володимир Коваленкоу долі Батурина
Опікуватися долею пам’яток Батурина Володимир Коваленко розпочав ще в середині 70-х років ХХ ст. Саме він очолив боротьбу батуринських музейників і краєзнавців за збереження території резиденції гетьмана Івана Мазепи на Гончарівці, яку планомірно знищували кар’єром цегляного заводу. І йому вдалося в 1976 році зупинити роботу кар’єру.  А потім і організувати дослідження Батурина, які змінили долю міста. 

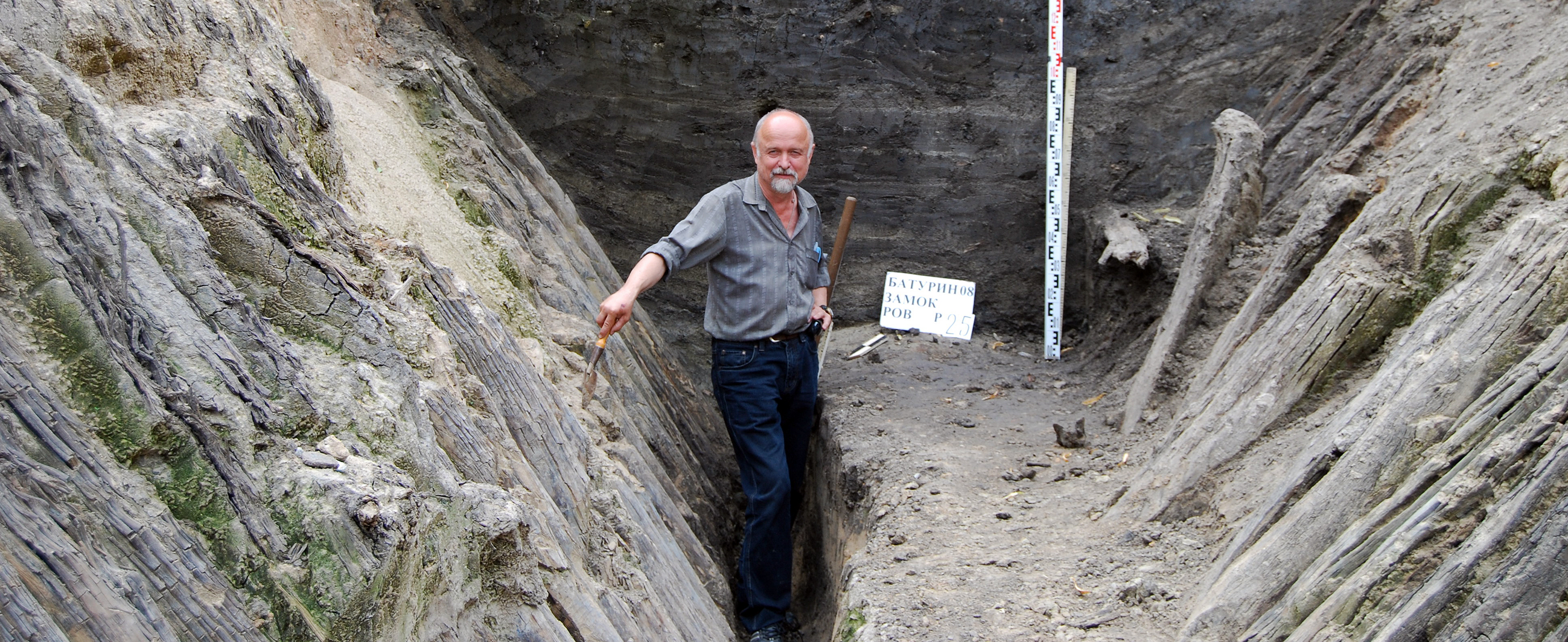
Володимир Коваленко під час дослідження рову Цитаделі Батуринської фортеці.

«Трагедія 1708 р. зробила Батурин еталонною археологічною пам’яткою козацької доби, культурний шар якої за ступенем насиченості та інформативності не має рівних собі» - Володимир Коваленко, 2006 р.

## Олександр Коваленкоу долі Батурина
Вагомий вклад у розвиток археологічної справи в Батурині здійснив і  Коваленко Олександр Борисович - директор Навчально-наукового Інституту історії, етнології та правознавства ім. О.М. Лазаревського. У червні 1990 р. за його ініціативою була створена кафедра історії та археології України, яку він очолював до 1992 р. Її співробітники та випускники з 1995 р. досліджують Батурин.
Олександр Коваленко з 2008 р. очолює  Благодійний фонд «Чернігівщина», який впродовж 2008-2009 рр. опікувався відродженням пам’яток Національного заповідника «Гетьманська столиця», він є автором обласних програм археологічних досліджень в Чернігівській області, невід’ємною складовою яких завжди був Батурин, одним із співавторів проекту відтворення Цитаделі Батуринської фортеці у 2008 році.
Указом Президента України Віктора Ющенка №30/2009 від 19 січня 2009 р. «Про відзначення державними нагородами України» за вагомий особистий внесок у створення Національного історико-культурного заповідника «Гетьманська столиця» в м. Батурин, плідну наукову роботу, благодійницьку діяльність на ниві збереження історичної спадщини Українського народу Олександра Коваленка нагороджено орденом «За заслуги» І ступеня, Володимира Коваленка - орденом «За заслуги» ІІІ ступеня.

## Учасники експедиції
Учасниками Батуринської експедиції були відомі на сьогодні українські та закордонні вчені:
- Володимир Коваленко,
- Олександр Коваленко,
- Олександр Моця,
- Юрій Ситий,
- В’ячеслав Скороход,
- Людмила Мироненко,
- Людмила Ясновська,
- Юрій Коваленко,
- Ігор Кондратьєв,
- Олександр Терещенко,
- Роман Луценко,
- Зенон  Когут,
- Володимир Мезенцев.

Серед них необхідно відмітити чернігівського історика та археолога Юрія Миколайовича Ситого, який є співкерівником Батуринської археологічної експедиції від початку її роботи і співавтором усіх наукових звітів.

## Результати роботи експедиції

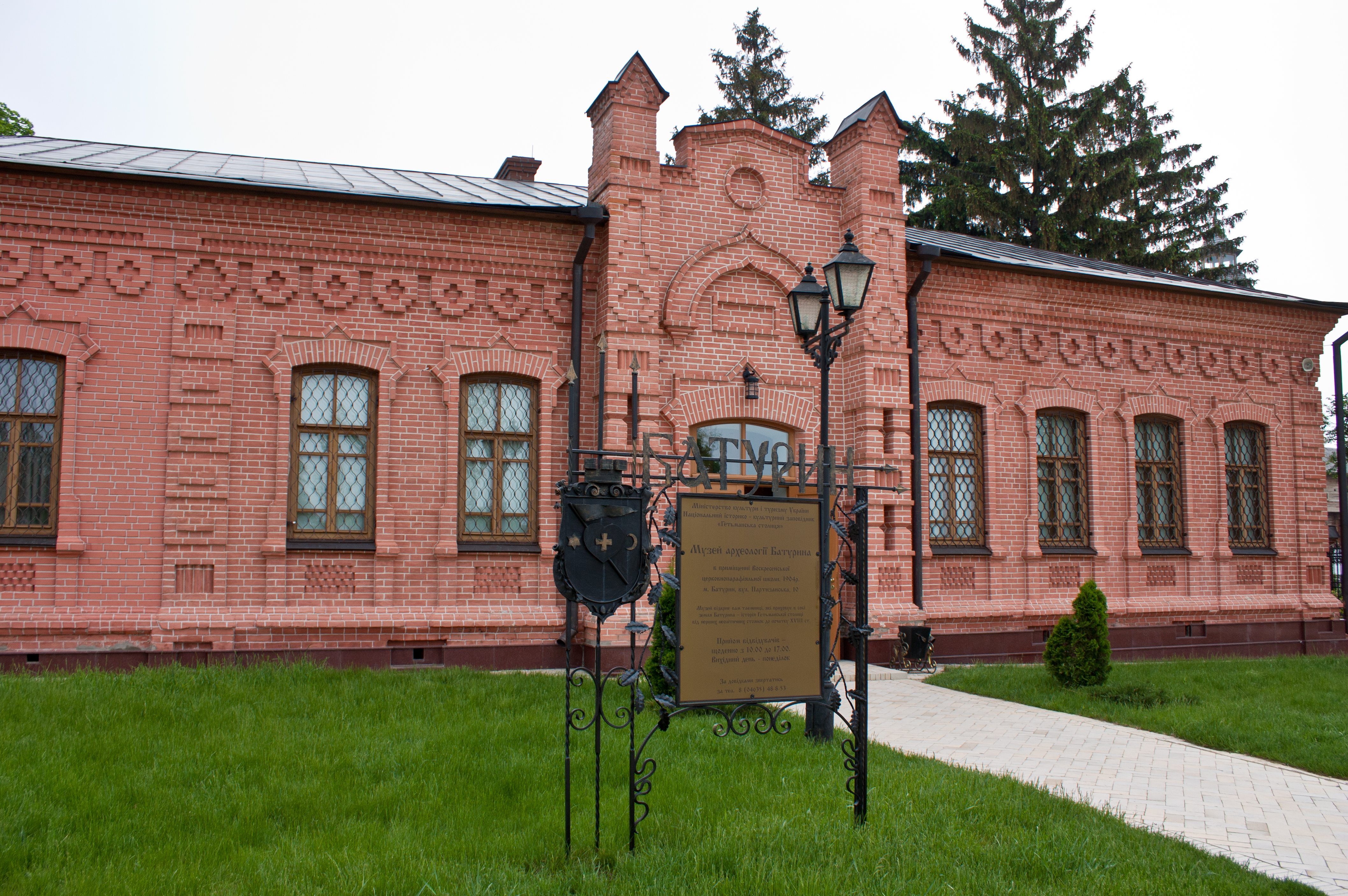
Музей археології Батурина (відкритий у 2009 р.).

За 23 сезони археологічних досліджень в межах охоронних зон  заповідника «Гетьманська столиця» досліджено близько 12000 м² культурного шару: на Цитаделі – понад 3000 м², на Фортеці – понад 3000 м², на посадах та Подолі  – близько 1200 м², на садибі В. Кочубея – біля 400 м², на палаці К. Розумовського – приблизно 2500 м², на Гончарівці – 1000 м², у  Крупицькому монастирі – близько 500 м², в міських околицях – понад 100 м². На сьогодні, за висновками  Юрія Ситого - це біля 8 %  Батурина часів гетьмана І. Мазепи.

В Батурині археологами досліджено резиденції гетьманів Д. Ігнатовича, І. Самойловича, І. Мазепи, П. Орлика та К. Розумовського.

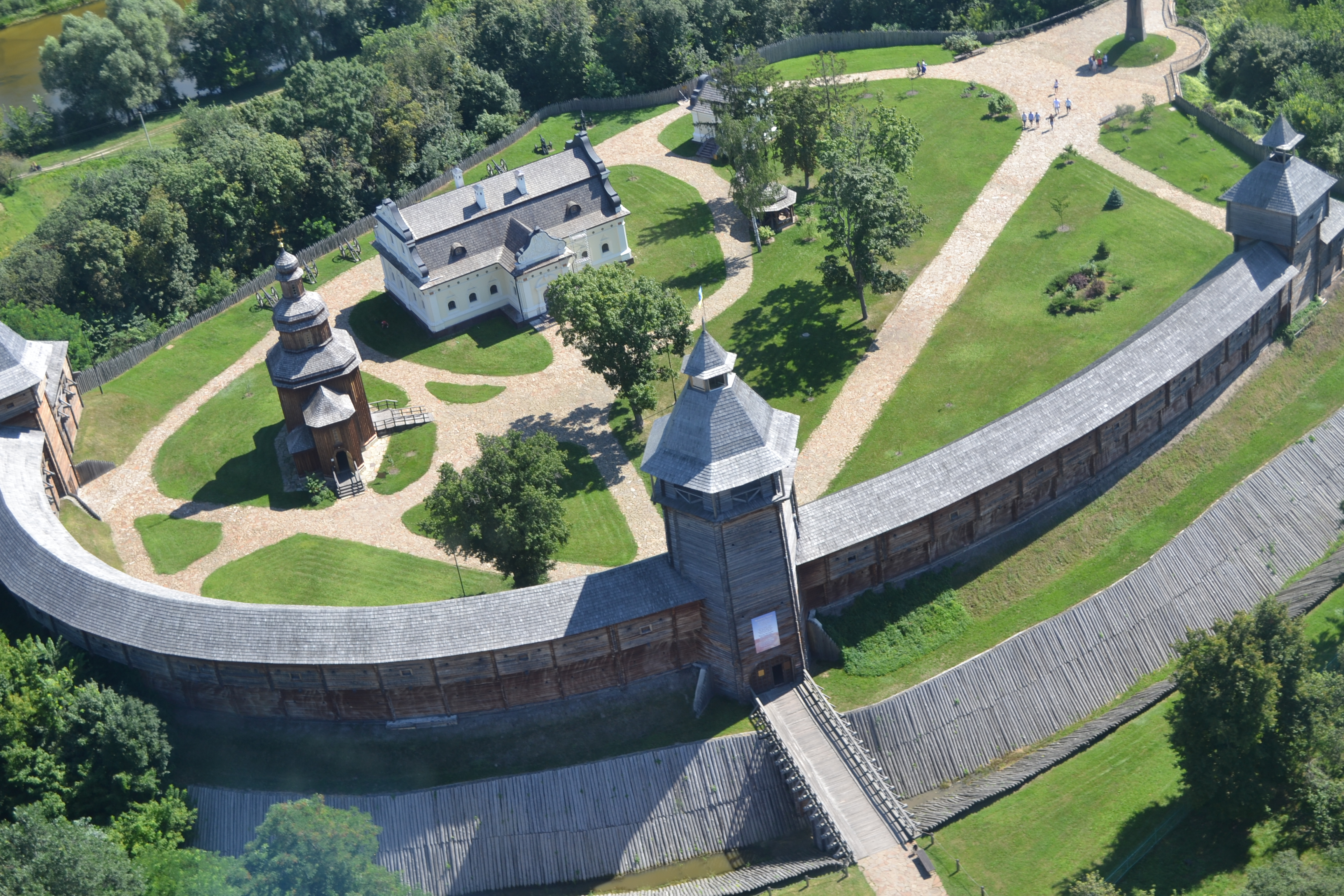
Відбудована у 2008 р. Цитадель Батуринської фортеці.

Результати археологічних досліджень узагальненні в численних наукових роботах і дали можливість історикам Володимиру Коваленку, Юрію Ситому, Сергію Дмитрієнку реконструювати в малюнку Батуринську фортецю та її Цитадель середини XVII – початку XVIII ст. І 26 жовтня 2007 р. під час робочого візиту Президента України Віктора Ющенка до Батурина було прийнято рішення про відтворення Цитаделі.
У грудні 2007 р. у інституті «УкрНДІпроектреставрація» було сформовано авторську групу по роботі над проектом, до якої увійшов і Володимир Коваленко. В листопаді 2008 р. постала відтворена Цитадель Батуринської фортеці.
Археологічні дослідження мали вагомий вплив на реконструкцію історичного минулого Батурина та його розвиток. Зокрема, у 2009 р. відкрито Музей археології Батурина, де представлені цінні оригінальні експонати, віднайдені під час досліджень, а також експонати, що, задля втілення концепції музею, були зібрані співробітниками Національного заповідника «Гетьманська столиця» з усієї України.